# Câmara baixa

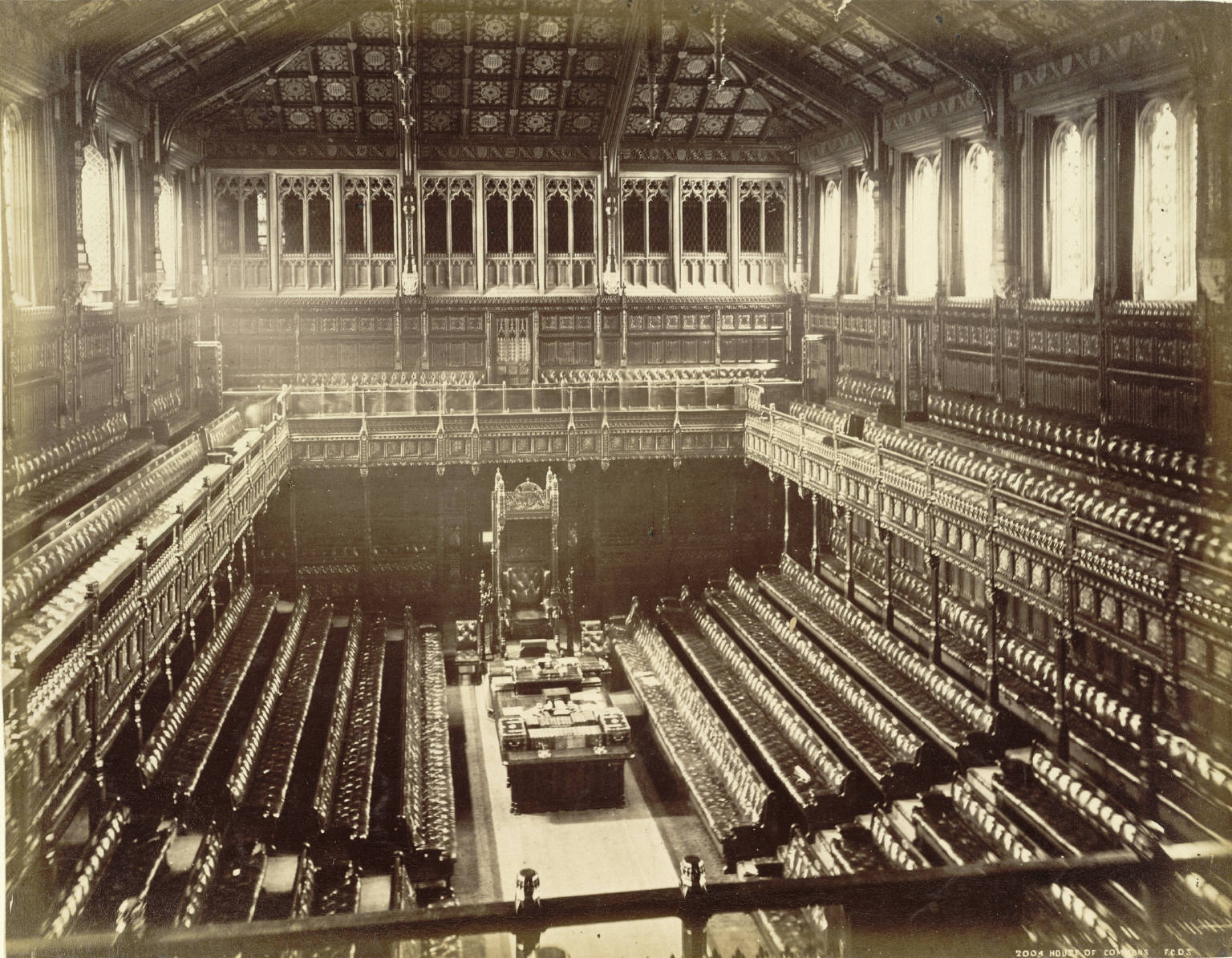
Câmara dos Comuns do Reino Unido.

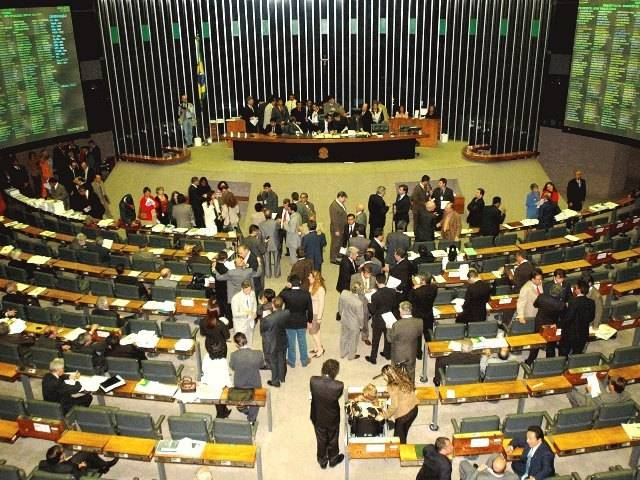
O plenário da Câmara dos Deputados do Brasil.

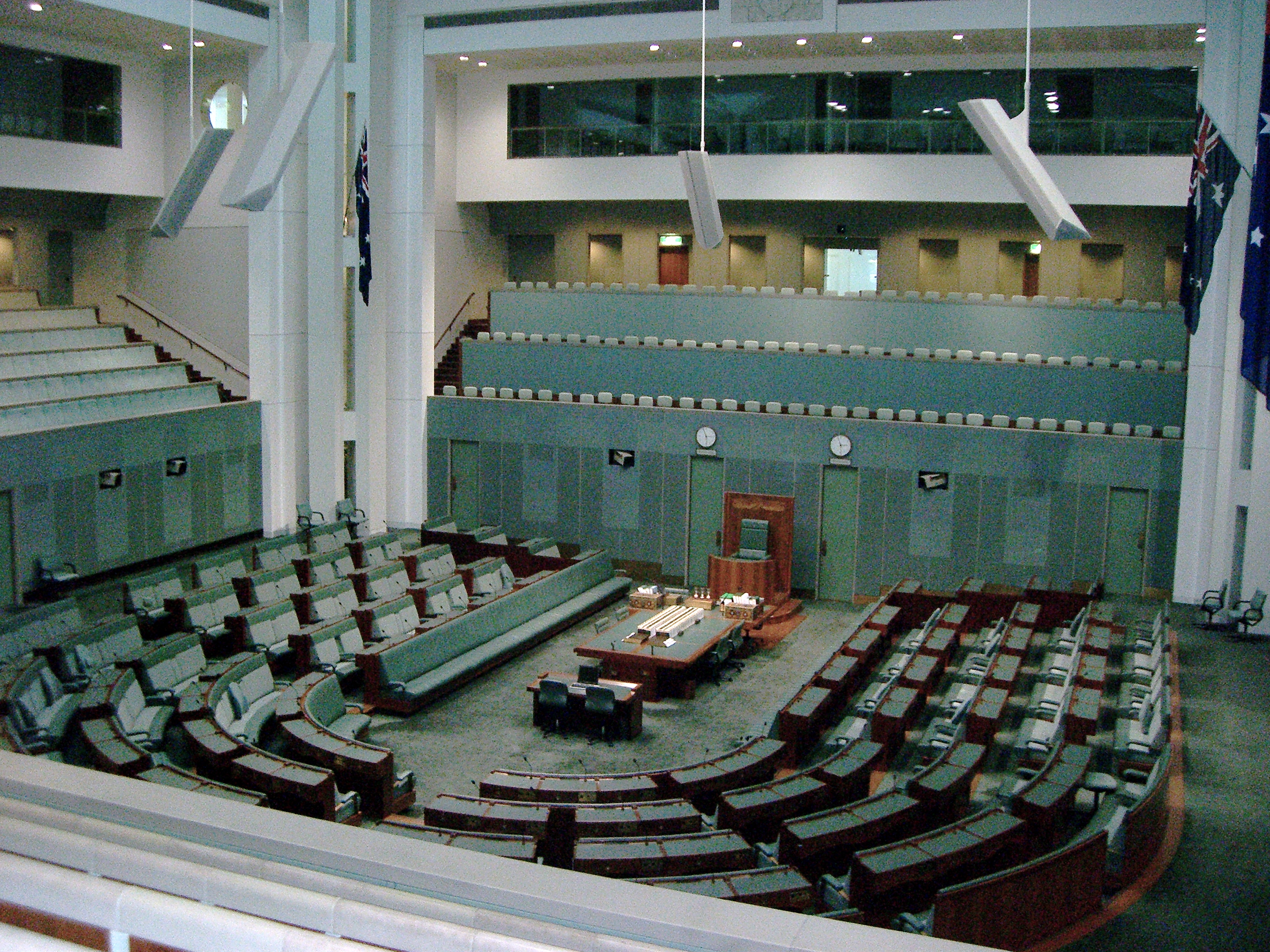
Câmara dos Representantes da Austrália.

A Câmara Baixa, ou Câmara Inferior, também referida como Câmara dos Deputados, Câmara dos Comuns, Câmara dos Representantes, Casa dos Comuns, Casa dos Representantes, é uma das casas legisladoras de parlamentos bicamerais, que ao redor do mundo possuem várias designações. Seu funcionamento pode variar muito de acordo com o país, e depende se um país tem um sistema parlamentarista ou presidencialista. Os membros da câmara baixa são geralmente repartidos de acordo com a população em vez de geografia. Em comparação com a câmara alta, são frequentes as seguintes características:
- Maior poder, geralmente com base em restrições contra a câmara alta;
- Eleição direta dos representantes (repartição é geralmente baseado na população);
- Maioria dos membros de um parlamento;
- Eleição dos representantes é feita com mais frequência;
- Tem o controle total ou original sobre leis orçamentárias e monetárias;
- Capacidade de substituir a câmara alta em quase todos os aspectos;
- Em um sistema presidencialista, tem a competência exclusiva para legislar sobre o executivo (a câmara alta, então, determina o impeachment).

Países que têm ou tiveram uma "câmara dos comuns" basearam seus sistemas democráticos no Parlamento britânico original, especificamente na Câmara dos Comuns do Reino Unido. Muitos desses lugares faziam parte do Império Britânico, e são agora membros da Comunidade de Nações. Essa designação somente permanece no Reino Unido e no Canadá, mas também já foi usada na Irlanda até 1801. Depois da guerra de independência foi usado na República da Irlanda (de 1921 a 1922 e pela Irlanda do Norte (entre 1921 e 1972. O nome já foi usado em tempos passados pela maioria das colônias britânicas, exceto por Estados Unidos, Austrália e Nova Zelândia, onde desde suas instituições as câmaras baixas são chamadas "câmara dos representantes" (House of Representatives). Historicamente, os "comuns" constituíam uma classe social na Europa pré-Iluminismo, que dividia o governo de uma área entre os setores da sociedade. Outras classes (ou estados) incluíam o clero, os nobres, os comerciantes burgueses e os cavaleiros. A palavra "comum" é confundida às vezes com a palavra commoner (aldeão), mas são muito diferentes neste contexto. A câmara dos comuns foi criada para servir como a representação política para a classe dos "comuns", enquanto as classes que formavam a elite eram representadas na Câmara dos Lordes. Assim, a Câmara dos Comuns era eleita pelo povo, e os membros da Câmara Alta eram apontados com base em várias formas de mérito da elite, como a riqueza, família, ou pelo prestígio. Em sistemas parlamentaristas, o líder do partido com maioria na Câmara dos Comuns é o primeiro-ministro desde o século XIX, quando surgiram os partidos políticos. Estava os representantes da burguesia, da gentry e demais setores da população.
No Brasil, a Câmara dos Deputados é formada por representantes do povo, enquanto o Senado é formado por representantes dos Estados e do Distrito Federal. Em Portugal, era a designação da câmara baixa eleita pelo povo e que reunia representantes de todas as regiões do país, durante a Monarquia constitucional e a Primeira República Portuguesa. Através deste órgão, o Poder Legislativo consegue cumprir papel imprescindível perante a sociedade do País, desempenhando três funções primordiais para a consolidação da democracia: representar o povo, legislar sobre os assuntos de interesse nacional e fiscalizar a aplicação dos recursos públicos pelo Poder Executivo.
Apesar da designação "Câmara dos Representantes", nos seguintes países vigora o sistema unicameral: Chipre (Câmara dos Representantes do Chipre), Malta (Câmara dos Representantes de Malta), Nova Zelândia (Câmara dos Representantes de Nova Zelândia), Serra Leoa (Câmara dos Representantes).

## Câmaras nacionais
O Conselho Representativo do Povo Indonésio (Dewan Perwakilan Rakyat, DPR) é geralmente conhecido em português como a "Câmara dos Representantes", como é o Dewan Rakyat do Parlamento da Malásia e o Dáil Éireann do Parlamento Irlandês (Oireachtas). No projeto de 2012 para uma nova Constituição do Egito, a Assembleia do Povo é chamado de "Câmara dos Representantes".
Designação da câmara nacionais de acordo com o país:
| Antígua e Barbuda    | Câmara dos Representantes de Antígua e Barbuda      |
| Austrália            | Câmara dos Representantes da Austrália              |
| Bielorrússia         | Câmara dos Representantes da Bielorrússia           |
| Belize               | Câmara dos Representantes de Belize                 |
| Bósnia e Herzegovina | Câmara dos Representantes de Bósnia e Herzegovina   |
| Brasil               | Câmara dos Deputados                                |
| Colômbia             | Câmara dos Representantes da Colômbia               |
| Egito                | Câmara dos Representantes do Egito                  |
| Espanha              | Congresso dos Deputados da Espanha                  |
| Estados Unidos       | Câmara dos Representantes dos Estados Unidos        |
| Etiópia              | Câmara dos Representantes do Povo                   |
| Fiji                 | Câmara dos Representantes de Fiji (abolida em 2013) |
| Filipinas            | Câmara dos Representantes das Filipinas             |
| Granada              | Câmara dos Representantes de Granada                |
| Iémen                | Câmara dos Representantes do Iémen                  |
| Indonésia            | Conselho dos representantes do Povo                 |
| Irlanda              | Dáil Éireann                                        |
| Jamaica              | Câmara dos Representantes da jamaica                |
| Japão                | Câmara dos Representantes do Japão                  |
| Libéria              | Câmara dos Representantes da Libéria                |
| Malásia              | Dewan Rakyat                                        |
| Miamar               | Câmara dos Representantes da Birmânia               |
| Nepal                | Câmara dos Representantes do Nepal                  |
| Nigéria              | Câmara dos Representantes da Nigéria                |
| Países Baixos        | Câmara dos Representantes dos Países Baixos         |
| Porto Rico           | Câmara dos Representantes de Porto Rico             |
| Portugal             | Assembleia da República                             |
| Reino Unido          | Câmara dos Comuns do Reino Unido                    |
| Somália              | Câmara dos Representantes da Somália                |
| Tailândia            | Câmara dos Representantes da Tailândia              |
| Trindade e Tobago    | Câmara dos Representantes de Trindade e Tobago      |

## Câmaras subnacionais
A Câmara dos Representantes é o título da maioria, mas não de todas, das Casas Baixas dos legislativos dos Estados Unidos, com as exceções geralmente chamadas de "Assembleia Estadual", "Assembleia Geral" ou, mais raramente, "Casa dos Delegados".
Na Alemanha, o Parlamento (Landtag) da cidade e estado de Berlim (anteriormente de Berlim Ocidental), o Abgeordnetenhaus é conhecido em português como Câmara dos Representantes.
No Brasil, os parlamentos subnacionais são chamados de assembleias legislativas, para os estados e de câmaras municipais, para os municípios. Excepcionalmente, o parlamento do Distrito Federal é designado de Câmara Legislativa do Distrito Federal, que representa uma mescla das duas nomenclaturas anteriores.
Na Tanzânia, as ilhas semiautônomas de Zanzibar têm o seu próprio corpo legislativo, a Câmara dos Representantes de Zanzibar

## Antigas casas de representantes
De 1867 a 1918, em Cisleitânia, a parte austríaca da Monarquia Austro-Húngara, a Câmara Baixa do Parlamento do Conselho Imperial (Reichsrat), o Abgeordnetenhaus era geralmente conhecido em português como "Câmara dos Representantes". Desde 1855 a câmara baixa na assembleia (do Parlamento Preußischer Landtag) da Prússia foi chamada Preußisches Abgeordnetenhaus, como distinto da câmara superior dos senhores, chamada de Câmara dos Lordes Prussiana, (Preußisches Herrenhaus).
Em 1934, os eleitores de Nebraska aprovaram uma legislatura unicameral que dissolve a Casa de Representantes e concedia seus poderes ao Senado.
A Casa de Representantes do Quênia foi unida com o Senado em 1966, para formar um Parlamento alargado de câmara única, conhecido como a Assembleia Nacional. O Senado foi restabelecido como uma câmara alta após o referendo constitucional do Quênia de 2010.
A Câmara dos Representantes do Ceilão (agora Sri Lanca) foi a câmara inferior do Parlamento estabelecido em 1947 de acordo com a Constituição Soulbury. A 1972 Primeira Constituição Republicana de Sri Lanka substituiu-a pela Assembleia Nacional de Estado, unicameral.
Após a rendição do Vietnã do Sul às forças vietnamitas do norte e dos vietcongues em 1975, um Governo Revolucionário Provisório estabeleceu-se em Saigon e desmantelou a Assembleia Nacional, bicameral, composta pelo Senado e pela Câmara dos Representantes.
Sob o regime do apartheid, a Câmara dos Representantes foi a Casa da Comunidade Mista da África do Sul, os "Colored"(coloridos/mestiços), no parlamento tricameral de 1984 a 1994.
Em 1994, a Câmara dos Representantes da legislatura da Gâmbia foi dissolvida em um Golpe de Estado liderado por Yahya Jammeh. Foi substituído pela Assembleia Nacional de acordo com a Constituição de 1997 da Gâmbia.